# Noel Redding
David „Noel” Redding (n. 25 decembrie 1945 — 11 mai 2003) a fost un chitarist de rock and roll englez, cel mai bine cunoscut ca basistul trupei The Jimi Hendrix Experience.